# Andreas Bähr
Andreas Bähr (* 10. Dezember 1968 in Salzgitter) ist ein deutscher Historiker und Hochschullehrer.
Bähr studierte von 1990 bis 1996 Geschichte, Latinistik, Soziologie und Erziehungswissenschaften an den Universitäten Göttingen und Mainz und schloss mit einem Ersten Staatsexamen ab. Von 1997 bis 2000 erhielt er ein Doktorandenstipendium der Deutschen Forschungsgemeinschaft im Graduiertenkolleg „Identitätsforschung“ der Universität Halle-Wittenberg. 2001 wurde er dort promoviert. Im September 2002 war er Fellow am Forschungszentrum Europäische Aufklärung Potsdam. Von 2001 bis 2004 war er Wissenschaftlicher Mitarbeiter und Gastwissenschaftler an der Arbeitsstelle Historische Anthropologie des Max-Planck-Instituts für Geschichte an der Universität Erfurt. Im Jahr 2004 erhielt er ein Postdoktorandenstipendium der Fritz Thyssen Stiftung im Rahmen des Herzog-Ernst-Stipendienprogramms an der Universitäts- und Forschungsbibliothek Erfurt/Gotha. Von 2004 bis 2011 war er Wissenschaftlicher Mitarbeiter am Fachbereich Geschichts- und Kulturwissenschaften der Freien Universität Berlin in der DFG-Forschergruppe „Selbstzeugnisse in transkultureller Perspektive“. Nach der Habilitation 2011 lehrte er als Privatdozent für Neuere Geschichte an der FU Berlin. Im Wintersemester 2011/12 vertrat er die Professur für Geschichte der Frühen Neuzeit an der Universität Kassel. Von 2012 bis 2014 war er Stipendiat der Gerda Henkel Stiftung. Von 2014 bis 2017 arbeitete er als Leiter des DFG-Projekts „Athanasius Kircher (1602–1680). Eine biographische Enzyklopädie“ am Institut für Geschichtswissenschaften der Humboldt-Universität zu Berlin. Er wurde im Sommersemester 2018 auf die Professur für Europäische Kulturgeschichte der Neuzeit an der Europa-Universität Viadrina Frankfurt (Oder) berufen.
Seine Forschungsschwerpunkte sind Selbstkonstitution und Subjektivität, Biographik, Historische Epistemologie, die Geschichte religiösen Denkens, Krankheit, Gewalt sowie die Geschichte der Geschichtsschreibung.

## Publikationen (Auswahl)
Monographien
- Mit Peter Burschel, Jörg Trempler und Burkhardt Wolf: Untergang und neue Fahrt. Schiffbruch in der Neuzeit, Göttingen: Wallstein 2020.
- Der grausame Komet. Himmelszeichen und Weltgeschehen im Dreißigjährigen Krieg, Reinbek b. Hamburg: Rowohlt 2017.
- Furcht und Furchtlosigkeit. Göttliche Gewalt und Selbstkonstitution im 17. Jahrhundert (= Berliner Mittelalter- und Frühneuzeitforschung, 14), Göttingen: Vandenhoeck & Ruprecht unipress 2013.
- Der Richter im Ich. Die Semantik der Selbsttötung in der Aufklärung (= Veröffentlichungen des Max-Planck-Instituts für Geschichte, 180), Göttingen: Vandenhoeck & Ruprecht 2002.

Herausgeberschaften
- Gefürchtete Geschichte – Thementeil des Heftes 49 (2008) der Zeitschrift Werkstatt Geschichte.
- Mit Peter Burschel und Gabriele Jancke: Räume des Selbst. Selbstzeugnisforschung transkulturell (= Selbstzeugnisse der Neuzeit, 19), Köln / Weimar / Wien: Böhlau 2007.
- Grenzen der Aufklärung. Körperkonstruktionen und die Tötung des Körpers im Übergang zur Moderne (= Aufklärung und Moderne, 7), Hannover: Wehrhahn 2005.
- Mit Hans Medick: Sterben von eigener Hand. Selbsttötung als kulturelle Praxis, Köln / Weimar / Wien: Böhlau 2005.